# Gyulas
Gyulas (románul: Giuluș) falu Romániában, Maros megyében.

## Története
Marosugra község része. A trianoni békeszerződésig Kis-Küküllő vármegye Radnóti járásához tartozott.

## Népessége
2002-ben 209 lakosa volt, ebből 188 román, 13 cigány és 8 magyar nemzetiségű.

## Vallások
A falu lakói közül 202-en ortodox, 6-an református hitűek és 1 fő pünkösdi.